# Qamar Kandī
Qamar Kandī (persiska: قمر کندی) är en ort i Iran.   Den ligger i provinsen Östazarbaijan, i den nordvästra delen av landet, 400 km väster om huvudstaden Teheran. Qamar Kandī ligger 1 773 meter över havet och antalet invånare är 103.
Terrängen runt Qamar Kandī är kuperad.Runt Qamar Kandī är det ganska glesbefolkat, med 22 invånare per kvadratkilometer. Närmaste större samhälle är Qerkh Seqer, 6,3 km nordost om Qamar Kandī. Trakten runt Qamar Kandī består i huvudsak av gräsmarker.